# Collège communautaire aux États-Unis

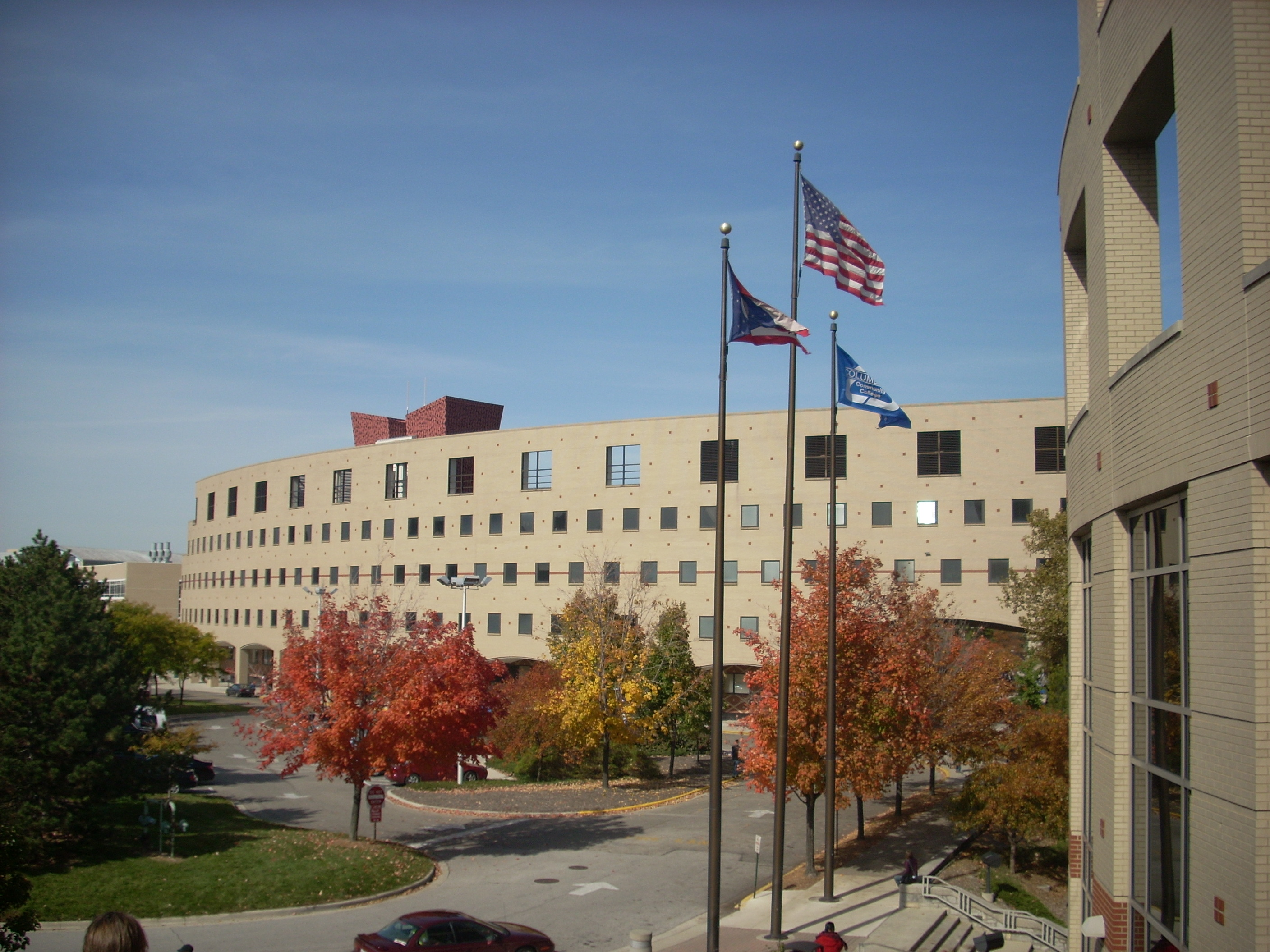
Collège communautaire d'État de Columbus à Columbus (Ohio).

Les collèges communautaires (en anglais : Community Colleges, Junior College ou encore Jucos) sont, aux États-Unis, des établissements essentiellement publics d'études supérieures qui offrent des formations de cycle universitaire de deux ans (Associate degree). L'équivalent dans le système français serait les BTS, DUT (ou BUT à partir de 2021) et DEUST et l'équivalent au Québec serait un DEC technique. 
Historiquement, le terme junior college désignait aux États-Unis tous les établissements d'enseignement supérieur offrant des cycles de 2 ans. Cependant de nombreux junior colleges publics ont remplacé le terme « junior » par « community » afin de marquer leur identité locale . Ainsi, la plupart des établissements portant encore aujourd'hui le terme « junior » dans leur nom, sont des établissements privés.
Enfin, il existe également quatre établissements appelés military junior college aux États-Unis, dont trois sont publics et un est privé. Ces écoles militaires proposent aux étudiants un parcours accéléré vers une carrière dans l'armée.

## Description
En 2017, ces établissements étaient au nombre de 1200 aux États-Unis, et comptaient 7 millions d'étudiants américains et étrangers, soit un étudiant sur trois. Au bout des deux années de formation, les étudiants peuvent intégrer une université directement en troisième année.
Ils sont fréquemment appelés « junior colleges » dans la mesure où ils constituent pour beaucoup une étape vers des parcours universitaires ultérieurs plus longs, et aussi pour les distinguer des colleges (universités) qui offrent des formations de quatre ans. Mais le terme de « community » est de plus en plus employé pour marquer l'enracinement régional de ces établissements qui attirent généralement des étudiants issus de la communauté locale, et sont le plus souvent financés par les impôts locaux.

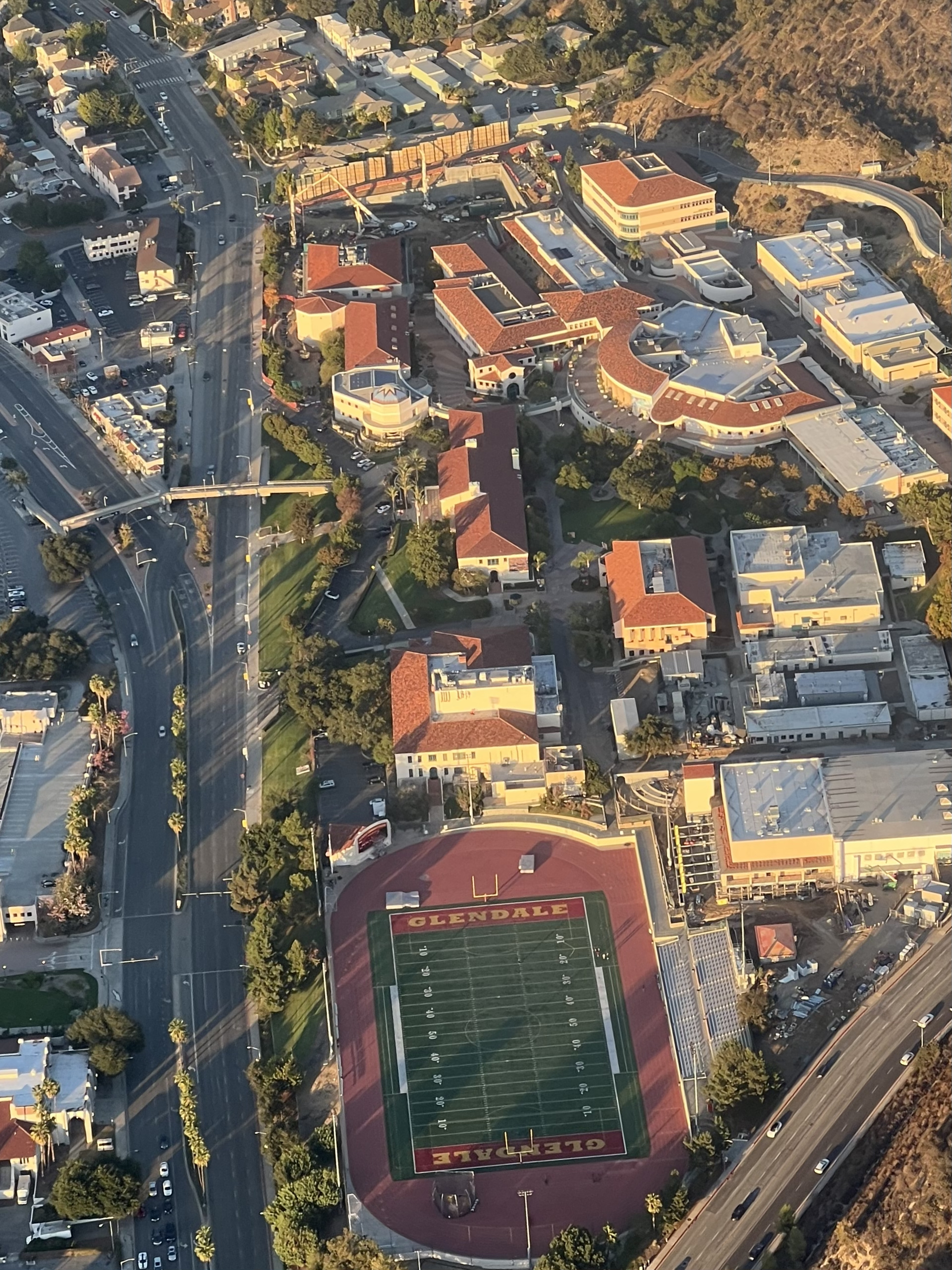
Vue aérienne du Glendale Community College (2021), Californie.

Les collèges communautaires permettent aux étudiants américains de bénéficier d'une bonne formation professionnelle sans devoir nécessairement recourir aux grandes universités très onéreuses. Ce sont des établissements d'enseignement supérieurs non sélectifs et beaucoup moins coûteux que les universités. En moyenne, un étudiant américain dans un community college doit payer 3 400 dollars par an. Alors que dans les universités, ce sont souvent des doctorants qui assurent les cours de première année, dans les community colleges, ce sont des professeurs titulaires. Beaucoup de cours se font en petits groupes de 25/30 élèves.
Aujourd'hui, certains « junior colleges » sont perçus comme des incubateurs pour les jeunes étudiants-athlètes n'ayant pas les notes nécessaires pour intégrer directement une université, essentiellement pour le basket-ball et le football américain, via la National Junior College Athletic Association (NJCAA).